# Герінгсвальде
Герінгсвальде (нім. Geringswalde) — місто в Німеччині, розташоване в землі Саксонія. Входить до складу району Середня Саксонія.
Площа — 29,93 км2. Населення становить 4212 ос. (станом на 31 грудня 2020).